# Dhour Choueir
Dour Choueir est une ville du Mont-Liban situé dans le caza du Metn. Situé à 1250 mètres d´altitude, ce grand village comprend environ 5 000 habitants.

## Démographie
Les habitants de Dhour El-Choueir sont majoritairement chrétiens, la moitié de la population étant orthodoxe orientale, tandis que l'autre moitié est majoritairement melkite et maronite.

## Personnalités liées[Comment?]
- Sami Clark
- Angela Jurdak Khoury
- Sabah Mojaes
- Abraham Mitrie Rihbany
- Khalil Saadeh
- Antoun Saadé
- Edward Said
- Lara Emile Sawaya Jouby
- Neemeh Yafeth